# Modalita (lingvistika)
Modalita (z latinského modus - míra, způsob) je v lingvistice vyjádření způsobu platnosti určité výpovědi. Jde o komplexní jev, který zásadně spoluutváří význam věty. Rozlišuje se několik základních druhů modality:
- modalita skutečnostní – vyjadřuje protiklad reálnosti či nereálnosti výroku,
- modalita voluntativní – vyjadřuje, zda je realita věty nutná, možná nebo záměrná,
- modalita postojová – vyjadřuje postoj mluvčího k výpovědi,
- modalita jistotní – vyjadřuje míru přesvědčení mluvčího o platnosti vyjadřovaného děje.

Pojem modality je v různých jazycích (i velmi blízkých) často definován rozdílně. Je to způsobeno tím, že modalitu lze vyjadřovat velmi variabilními jazykovými prostředky, takže i pod samotný pojem mohou spadat odlišné skutečnosti. Jednotlivé typy modality se v různých výpovědích navzájem kombinují, což vytváří dosti složitou významovou strukturu.

## Modalita skutečnostní
Skutečnostní modalita modifikuje obsah výpovědi na základě toho, zda je vyjadřovaný děj reálný (konstatovaný) nebo nereálný (hypotetický). Hypotetické děje lze dále rozčlenit na děje možné (potenciální) a nemožné (ireálné).
V češtině se skutečnostní modalita primárně vyjadřuje způsobem slovesa, a to konkrétně protikladem indikativu (oznamovacího způsobu) a kondicionálu (podmiňovacího způsobu). Přitom kondicionál přítomný slouží k vyjádření dějů potenciálních, kondicionál minulý k vyjádření dějů ireálných. Dochází ovšem k tomu, že se jednotlivé formy zaměňují - indikativ místo kondicionálu přítomného pro děje potenciální a kondicionál přítomný místo minulého pro děje ireálné. Tyto záměny jsou považovány za hovorové, ale akceptovatelné v případech, kdy je hypotetičnost děje zřejmá z širšího kontextu - zejména kondicionál minulý se v mluvené řeči užívá jen velmi zřídka.  Imperativ (rozkazovací způsob) je v tomto případě obvykle chápán vůči realitě jako indiferentní (tj. rozkaz se nijak nevyjadřuje k tomu, zda je daná skutečnost reálná). 
Skutečnostní modalita je do značné míry závislá na mluvčím, který rozhoduje o tom jaký způsob zvolí. (Přijdu k tobě za deset minut x Přišel bych k tobě za deset minut). 
Protože česká věta obvykle stojí na slovese, které vždycky musí mít nějaký způsob, je skutečností modalita téměř vždy ve výpovědi nějakým způsobem vyjádřena. 

### Příklady
- Dárek pro babičku k narozeninám koupit nezapomenu. - Indikativ, konstatace.
- Kéž bych nezapomněl koupit dárek pro babičku k narozeninám. - Kondicionál přítomný, potenciální děj - věta vyjadřuje, že babička ještě narozeniny neměla a přeji si, abych jí nezapomněl koupit dárek.
- Kéž bych byl nezapomněl koupit dárek pro babičku k narozeninám. - Kondicionál minulý, ireálný děj - už je po narozeninách a je mi líto, že jsem dárek zapomněl koupit.

Příklady záměn slovesných způsobů:
- Kdybych měl čtyři ruce, tak bych si to přidržel sám. (Je zřejmé, že jde o ireálný děj, avšak použit je kondicionál přítomný.)
- Nevidím tu nikoho, kdo to chápe. = Nevidím tu nikoho, kdo by to chápal. (Bez ohledu na způsob vedlejší věty je význam obou vět stejný.)

Kromě podmínkových souvětí lze kondicionál nahradit indikativem v některých potenciálních větách, a to v závislosti na sémantice (významu věty): 
- Prohra by mě rozčílila. = Prohra mě rozčílí.

U ireálných dějů nelze kondicionál indikativem ve větách jednoduchých nahradit
- Zítra se tatínek dožije sedmdesátin. x Zítra by se tatínek dožil sedmdesátin. Druhá věta vyjadřuje ireálný děj, kondicionál minulý je v ní nahrazen kondicionálem přítomným. Správně by věta měla znít: Zítra by se byl tatínek dožil sedmdesátin. Vidíme, že záměna kondicionálů je možná, ale kondicionál indikativem v tomto případě nahradit nelze. Jiný je ovšem případ, kdy okolnosti vysvětluje další věta souvětí:
- Kdyby tatínek loni nezemřel, zítra se dožije sedmdesátin. V tomto případě je záměna možná a v tomto souvětí lze užít v podstatě libovolnou kombinaci indikativu a kondicionálů, aniž by se změnil (ztratil) původní význam.

## Modalita voluntativní
Voluntativní modalita modifikuje obsah výpovědi na základě toho, zda je vyjadřovaný děj nutný, možný nebo záměrný, vyjadřuje tedy „stupeň realizovatelnosti“ děje. V češtině se primárně vyjadřuje použitím modálních sloves. Sekundárně ji lze vyjádřit také některými dalšími modálními prostředky, především způsobem slovesa - například větu Spal bych. lze použít místo Chci spát.

### Typy voluntativní modality
Pomocí voluntativní modality se vyjadřují tři základní postoje k výpovědi:
1. nutnost, u níž se dále rozlišuje:
  1. krajní nutnost (debitiv) - muset,
  2. záhodnost (hortativ) - mít (povinnost),
2. možnost (fakultativ, permisiv, posibilitiv) - moct,
3. vůli (volitiv) - chtít.

## Modalita postojová
Postojová modalita je vyjádřením komunikačního záměru mluvčího. Obvykle se komunikační záměry rozdělují do následujících kategorií:
- oznámení,
- otázka,
- žádost:
  - rozkaz,
  - přání.

Lze se ovšem setkat i s jiným, podrobnějším členěním, např.: oznámení, otázka, výzva, námitka, nesouhlas, protest, ohrazení, odmítnutí, výtka, přání. Postojovou modalitu lze vyjádřit přímo a nepřímo.
Do postojové modality se někdy řadí také větný zápor.

### Přímé vyjádření postojové modality
Přímé vyjádření lze realizovat dvěma způsoby:
1. explicitní performativní formule,
2. výpovědní forma.

U explicitní performativní formule vychází vyjádření z významu samotného slovesa a na něm závislé vedlejší věty (která může být případně nahrazena jejím ekvivalentem – infinitiv, předmět):
- Poslušně hlásím, že jsem opět zde. (říkám, upozorňuji, připomínám, uvádím atd.)
- Zajímá mě, jestli mi nelžeš. (ptám se, táži se)
- Poroučím ti, aby ses dostavil. (doporučuji, navrhuji, radím)
- Přeji ti, abys uspěl.

Performativní formule je třeba rozlišovat od neperformativní (např. vysvětlovací) realizace. Rozdíl je v tom, že performativním slovesem se vykonává to, co je jím řečeno:
- Zahajuji dnešní poradu. (slovesem zahajuji se zahajuje porada) x Zapálením této svíce zahajuji dnešní schůzku (schůzka se zahajuje zapálením svíce).

Obvykle se v této funkci objevují slovesa mluvení, ovšem podobně se může uplatnit i celá řada jiných sloves. Základní (bezpříznaková) forma je indikativ 1. osoby singuláru přítomného času aktiva nedokonavého slovesa, ovšem mohou se vyskytnout i jiné podoby:
- Cestující se vyzývají, aby se za jízdy drželi. - 3. osoba plurálu.
- Jana Novotná a Pavel Černý oznamují uzavření sňatku. - 3. osoba plurálu.
- Upozornil bych zejména na následující problém. – kondicionál. Použití kondicionálu vede k oslabení performativní funkce.

Převážnou většinu modálních postojů lze pomocí performativních formulí vyjádřit - výjimkou jsou např. některá společenská tabu (obvykle neříkáme: svádím tě, abys..., vyhrožuji ti, že...). Přitom ovšem platí, že performativní formule mívají formální, slavnostní ráz, takže v některých situacích je jejich užití nevhodné (Vyzývám tě, abys mi podal šroubovák), jindy slouží k upoutání pozornosti (Tak vám oznamuju, že se mi narodil kluk), někdy je jejich užití společenskými pravidly vyžadováno (např. při svatebním obřadu - oddávající neříká: Tak co, ženichu, berete si přítomnou za manželku?)
Výpovědní forma je typ věty, který mluvčí zvolí na základě svého postoje. Rozlišujeme věty oznamovací (deklarativní), tázací (interogativní), rozkazovací (imperativní) nebo přací (optativní). K vyjádření výpovědní formy se využívají různé prostředky (které se uplatňují vždy v kombinaci):
- forma slovesa – především slovesný způsob, částečně také čas, vid,
- výběr slov – modální částice a příslovce, tázací slova,
- slovosled,
- intonace, tempo řeči apod. (v grafické podobě především interpunkce – otazník, vykřičník).

### Nepřímé vyjádření postojové modality
Při nepřímém vyjádření postojové modality je obsah projevu v rozporu s jeho formou. Nepřímé prostředky volí mluvčí z různých důvodů (zdvořilost, takt, zastření záměru aj.):
- Uvedl byste nějaký příklad? - formálně jde o otázku, ale jejím smyslem není zjištění nějaké informace, nýbrž výzva k určité činnosti.
- To musíte ty stromky lámat? - výzva ve formě otázky.
- Odpočívej v pokoji (nápis na hrobě) - přání ve formě rozkazu.

Jednotlivými prostředky lze ve výpovědi odstínit například různé stupně zdvořilosti:
- Vyzývám tě, abys mi to vysvětlil. (performativní formule)
- Vysvětli mi to! (imperativ)
- Vysvětlíš mi to? (tázací forma s významem žádosti)
- Nevysvětlíš mi to? (žádost lze dále oslabit užitím záporu)
- Vysvětlil bys mi to? (žádost lze oslabit užitím kondicionálu)
- Nevysvětlil bys mi to? (žádost lze oslabit kombinací záporu a kondicionálu)

## Modalita jistotní
Jistotní nebo také pravděpodobnostní modalita vyjadřuje míru přesvědčení mluvčího o platnosti vyjadřovaného děje. Děj může být: jistý, pravděpodobný, možný, nepravděpodobný atd.
Jistotní modalita se v češtině vyjadřuje především následujícími prostředky:
- lexikálně:
  - epistémické predikátory - přímo některými slovesy - pochybovat, soudit, zdát se, předpokládat,
  - epistémické partikule - použitím modálních částic - zřejmě, asi, stěží, bezesporu, prý, a víceslovných výrazů podobného významu - podle všeho, jak to vypadá,
  - spojení slovesa být s některými modálními adjektivy - je jisté, je vyloučeno, aj.,
  - modální slovesa v epistémické funkci - Už tam musí být.
- gramaticky:
  - futurum - Bude to asi pravda.
  - způsobem slovesa - Asi bych šel.
  - určitým typem osamostatněných vedlejších vět - Že bych to nedokázal? Aby to tak byla pravda!